# Nostalgia (film 1921)
Nostalgia (Sehnsucht) è un film del 1921 diretto da Friedrich Wilhelm Murnau.
Il film, annunciato in un primo tempo col titolo di Bajazzo e descritto come storia passionale di un artista o la tragedia di un ballerino è considerato perduto non essendone sopravvissute copie conosciute.
Fu il debutto cinematografico di Hubert von Meyerinck, un noto attore teatrale che avrebbe in seguito girato nella sua carriera quasi trecento film.

## Trama
Lo studente russo Ivan vive povero in Svizzera. Viene inaspettatamente invitato da una lontana parente, la principessa Wirsky, in Russia.
Per finanziarsi il viaggio, lavora come messaggero per i rivoluzionari che vogliono rovesciare il Granduca Wirsky.
A Mosca compie la sua missione e si innamora della figlia di un rivoluzionario, Maria.
Ma la principessa è innamorata di Ivan e per gelosia manda Maria in Siberia. Per vendetta Ivan strangola la principessa. Trascorre il resto della sua vita rimpiangendo Maria, che non ha mai baciato. Quando riceve la notizia della morte di Maria, si suicida.

## Produzione
Il film fu prodotto dalla Mosch-Film Richard Mosch (Berlin) e dalla Lipow-Film (Berlin).
Scrisse la sceneggiatura Carl Heinz Jarosy.
I costumi furono disegnati da Charles Drecoll, le scenografie Robert Neppach.
Il film aveva una lunghezza di 1765 metri.
Si suddivideva in cinque atti.

## Distribuzione
Uscì nelle sale cinematografiche tedesche nel febbraio 1921 (Visto di censura del 18 ottobre 1920).